# SMA Solar Technology
SMA Solar Technology is een Duitse producent van netgekoppelde omvormers en stand alone of off-grid systemen. Met een omzet van 1,676 miljard euro (stand december 2011) is SMA marktleider op het gebied van omvormers.
De letters SMA in de naam stonden oorspronkelijk voor System-, Mess- und Anlagentechnik“ (Vrij vertaald:
Systeem, Meet- en Machinetechniek).

## Geschiedenis
Het bedrijf dat zich richt op de zonneenergiemarkt is in 1981 door Günther Cramer, Peter Drews en Reiner Wettlaufe aan de Universiteit Kassel opgericht. Het bedrijf bouwt omvormers. De meeste vormen van duurzame energie (bijvoorbeeld waterkracht, zon- en windenergie) produceren gelijkspanning terwijl het lichtnet werkt met wisselspanning. Om gelijkspanning om te zetten naar wisselspanning is een omvormer nodig.
Sinds 22 september 2008 staat SMA genoteerd aan de TecDAX. In maart 2009 opende SMA haar Solar-Werk 1, een CO2-neutrale fabriek waarin alle bestaande technieken op het gebied van milieuvriendelijkheid en energie-efficiëntie worden toegepast. Eind december 2011 had SMA 5.532 medewerkers, verspreid over 20 verschillende landen.

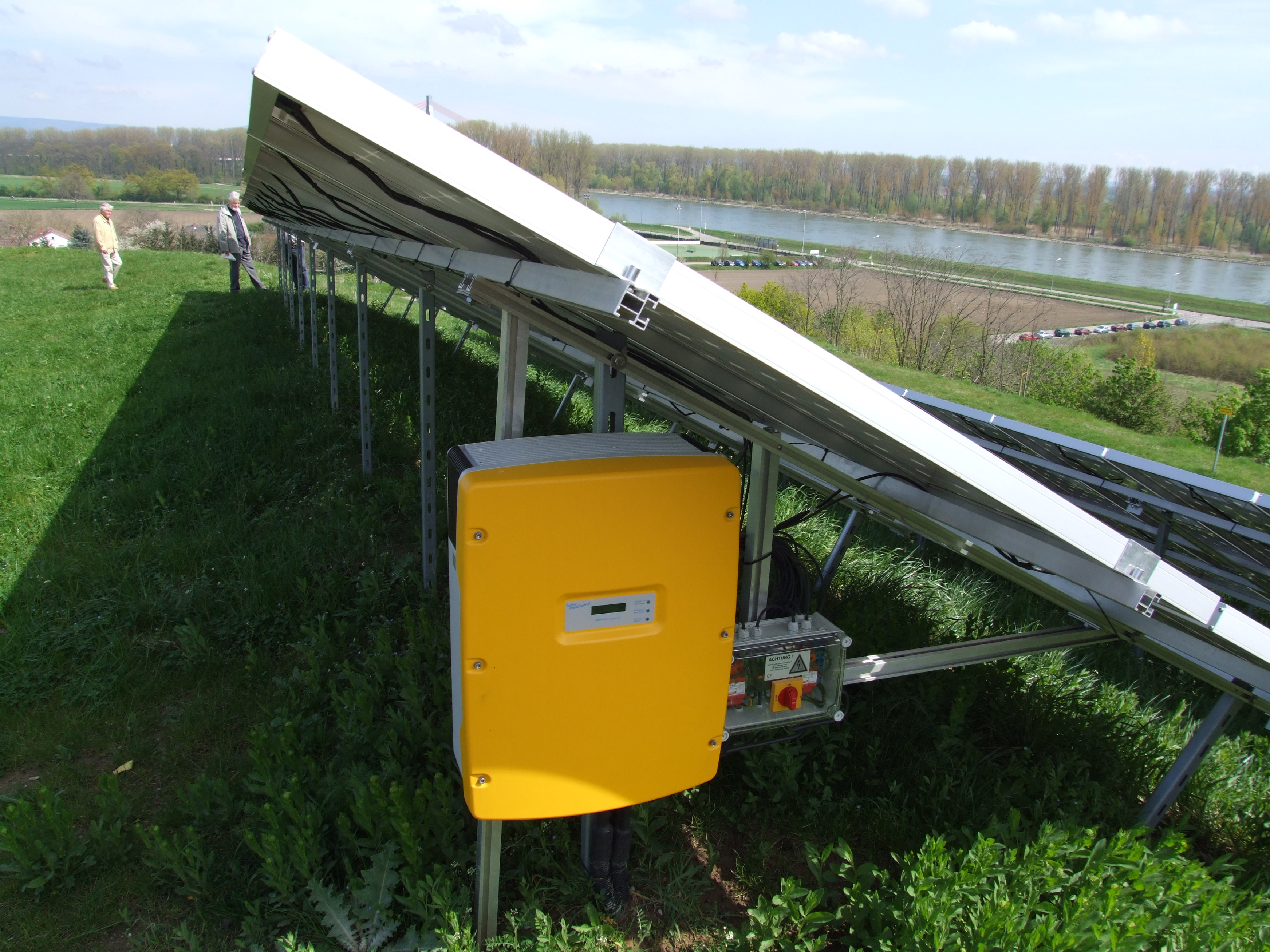
Een Sunny gemonteerd op een openveldopstelling in Speyer, naast de Rijn.

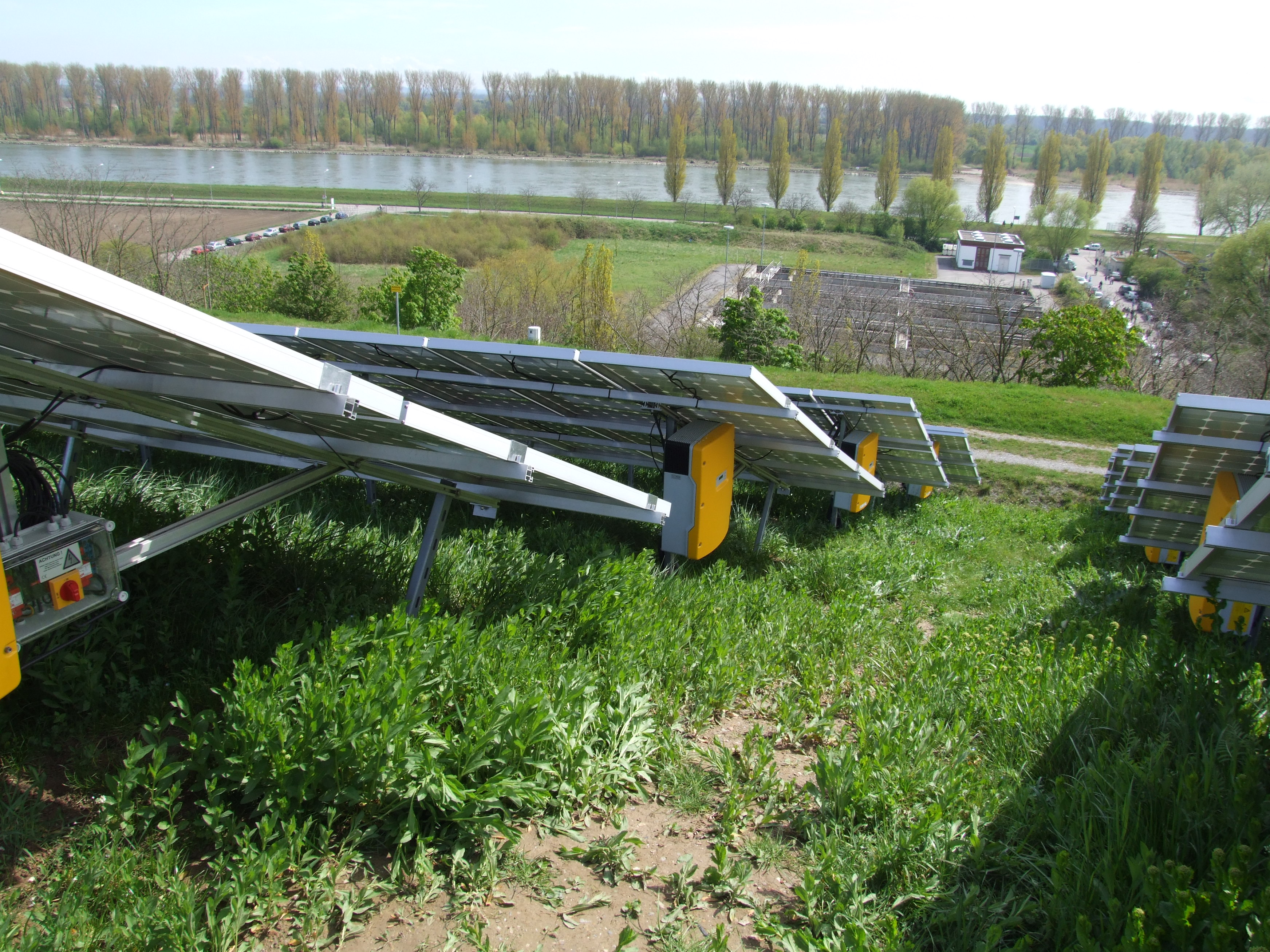
Overzicht op de SMA-omvormers

### Onderzoek
In 2013 maakte SMA bekend samen met de cv-ketel-maker Vaillant gezamenlijk onderzoek te gaan doen naar het maximaliseren van het eigen gebruik van zonne-energie. Daarnaast is er een samenwerking met Siemens om elektrische apparatuur aan en af te schakelen afhankelijk van het aanbod van zonne-energie.

## Sunny Boy
SMA is vooral bekend van haar Sunny Boy (SB)-serie. Deze omvormer wordt toegepast bij particulieren en bedrijven met zonnepanelen met een gezamenlijk vermogen kleiner dan 6 kW. Vanaf 5 kW wordt de Sunny Tripower toegepast, een drie-fasen krachtstroom omvormer. Bij zonne-energiecentrales (meer dan 40 kW) kan de Sunny Central worden toegepast.

## Tokelau
In 2012 heeft SMA geholpen om Tokelau in de Stille Oceaan onafhankelijk van fossiele brandstof te laten worden. Zo zijn er onder meer 298 Sunny Island-omvormers en 121 SMA Sunny Island-chargers geïnstalleerd.